# Philistos
Philistos von Syrakus (altgriechisch Φίλιστος Phílistos; * um 432 v. Chr.; † 356 v. Chr.) war ein antiker griechischer Politiker, Offizier und Geschichtsschreiber in Sizilien. Er war ein treuer Anhänger des Tyrannen Dionysios I. von Syrakus und diente auch dessen Sohn Dionysios II.

## Leben

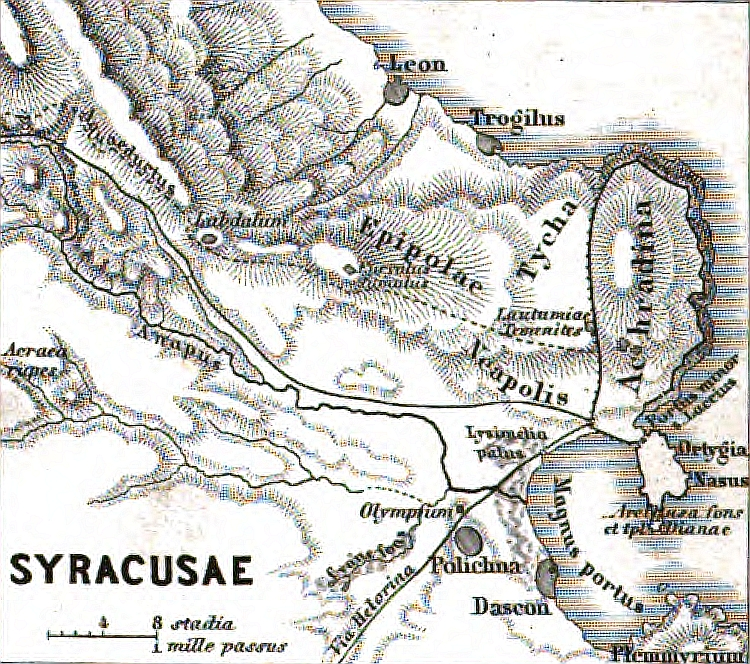
Syrakus in der Antike mit der vorgelagerten Insel Ortygia

Philistos stammte aus der Oberschicht von Syrakus, verbündete sich aber mit dem Volksredner Dionysios, noch bevor dieser als Tyrann an die Macht kam, obwohl Dionysios gegen die „Mächtigen“ und „Reichen“ agitierte. Als Dionysios im Jahr 405 wegen seiner Agitation zu einer Geldbuße verurteilt wurde, bezahlte Philistos für ihn. Nach dem Staatsstreich des Dionysios (Sommer 405) wurde Philistos zu einem der wichtigsten militärischen Befehlshaber. Der Tyrann vertraute ihm die Festung auf der Insel Ortygia vor Syrakus an, wo sich das Zentrum seiner Macht befand.
386 v. Chr. erregte Philistos das Missfallen von Dionysios I., als er ohne dessen Zustimmung eine Tochter von Dionysios’ Halbbruder, des Flottenbefehlshabers Leptines heiratete. Plutarch gibt an, dies sei der Grund dafür gewesen, dass Philistos Syrakus verlassen musste. Jedenfalls wurde er ins Exil aufs Festland geschickt. Ob er, wie Plutarch behauptet, zwei Jahrzehnte lang in der Verbannung blieb oder relativ bald wieder in den Dienst des Tyrannen aufgenommen und mit einem Kommando in der Adria betraut wurde, wo er bis zu Dionysios’ Tod (367 v. Chr.) blieb, ist strittig; jedenfalls blieb er Sizilien fern. Der Sohn und Nachfolger Dionysios’ I., Dionysios II., berief ihn bald nach seiner Machtübernahme an seinen Hof, um ein Gegengewicht zum Einfluss der Partei Dions zu schaffen. Dion, der sich als Schwager und loyaler Anhänger Dionysios’ I. eine starke Position aufgebaut hatte, veranlasste Dionysios II., den Philosophen Platon aus Athen nach Syrakus zu holen, wovon er sich eine Stärkung seines Einflusses erhoffte. Platon war jedoch ein grundsätzlicher Gegner der Tyrannenherrschaft und strebte eine Änderung der Verfassung von Syrakus im Sinne seines philosophischen Staatsideals an. Philistos hingegen hielt die Tyrannis für die beste Staatsform. So wurde Platon in den Machtkampf zwischen Dion und Philistos hineingezogen.
Philistos und seine Parteigänger versuchten Dionysios davon zu überzeugen, dass Dion ihn stürzen wollte, um seinen Neffen, den Söhnen Dionysios’ I. aus einer anderen Ehe, die Macht zu verschaffen. Als Dion den Karthagern, mit denen sich Syrakus damals im Krieg befand, einen Brief schrieb, in dem er sich ihnen als Berater und Vermittler für Friedensverhandlungen empfahl, und dieser Brief abgefangen wurde und in die Hände des Tyrannen gelangte, hatte die Partei des Philistos gewonnen. Dionysios las den Brief Philistos vor, beriet mit ihm und beschloss dann, Dion wegen Landesverrats in die Verbannung zu schicken.
Als Dion, nachdem er sich ein Jahrzehnt lang in Griechenland aufgehalten hatte, im Jahr 357 mit einer kleinen Streitmacht von Söldnern aufbrach, um Dionysios II. zu stürzen, war Philistos Kommandeur der Flotte des Tyrannen. Die Syrakusaner erhoben sich gegen Dionysios und vertrieben seine Söldner aus der Stadt; nur die Festung auf Ortygia konnte er halten. Es kam zu einer Seeschlacht zwischen der Flotte der Syrakusaner unter dem Kommando des Herakleides von Syrakus und der des Tyrannen unter Philistos. Philistos verlor die Schlacht. Er wurde gefangen genommen, gefoltert und getötet. Diese von Plutarch überlieferte Version seines Endes ist glaubwürdiger als ein Bericht, wonach er sich selbst tötete, um einer Gefangennahme zu entgehen.

## Werk
Während seiner Abwesenheit von Syrakus beschäftigte sich Philistos damit, eine Geschichte Siziliens (Sikeliká) in elf Büchern zu schreiben. Der erste Teil (Bücher 1 bis 7) enthielt die Geschichte der Insel bis zur Eroberung von Agrigent durch Karthago (406 v. Chr.), der zweite Teil die Geschichte des älteren und des jüngeren Dionysios bis zum Jahr 363 v. Chr. An dieser Stelle übernahm Philistos’ Landsmann Athanis die Fortführung. Von dem Werk sind nur Fragmente erhalten geblieben.  

## Rezeption
Alexander der Große schätzte das Geschichtswerk. Die alexandrinischen Gelehrten nahmen Philistos in den Kanon der Historiographen auf. Cicero hatte von ihm eine hohe Meinung; er lobte ihn als hervorragend und scharfsinnig und befand, der Sizilier sei „fast ein kleiner Thukydides“. Auch Dionysios von Halikarnassos und Quintilian verglichen ihn mit Thukydides.
Plutarch urteilte als Platoniker aus der Perspektive der Tyrannengegner. Er meinte, man solle die Taten des Philistos zwar nicht loben, doch es sei ebenso unangebracht, sein klägliches Ende zu verhöhnen, denn ein solches Schicksal könne auch die besten Männer treffen. Zu missbilligen sei das Verhalten des Geschichtsschreibers Timaios von Tauromenion, der zwar für seine eigene Darstellung vom Nachrichtenmaterial des Philistos profitiert habe, diesen aber mit Beschimpfungen überhäuft und über seinen Untergang Genugtuung gezeigt habe. Die Nachwelt solle eine unbefangenere Haltung einnehmen. Tatsache sei allerdings, dass Philistos der größte aller Tyrannenfreunde gewesen sei. Mehr als alle anderen Menschen habe er den Glanz der Tyrannenmacht bewundert und gepriesen. Ungerechte Taten und schlechte Charakterzüge habe er geschickt beschönigt.